# Jayden Jaymes
Jayden Jaymes (født Michele Lee 13. februar 1986 i Upland, Californien, USA), er en amerikansk pornoskuespiller, erotisk danser og model. Hun har medvirket i omkring 100 pornofilm, siden hun startede sin karriere i november 2006. Hun har desuden haft små roller i mainstream film.

## Priser
- 2009 – AVN Award nomineret – Bedste nye stjerne
- 2009 – NightMoves vinder – Bedste nye stjerne
- 2010 – AVN Award nomineret – Bedste nye webstjerne
- 2010 – AVN Award vinder – Bedste gruppe sexscene
- 2010 – AVN Award nomineret – Bedste præstation
- 2010 – AVN Award nomineret – Bedste sexscene
- 2011 – AVN Award nomineret – Bedste præstation
- 2011 – AVN Award nomineret – Bedste sexudgivelse
- 2011 – AVN Award nomineret – Bedste webpremiere